# Down a Dark Hall
Down a Dark Hall (coneguda com a Blackwood a Espanya) és una pel·lícula estatunidenca de gènere fantàstic i terror dirigida per Rodrigo Cortés, amb guió de Chris Sparling i Michael Goldbach, basada en la novel·la homònima de Lois Duncan, estrenada a l'agost de 2018.
La pel·lícula es va estrenar el 17 d'agost de 2018 amb una estrena limitada als cinemes i un directe a vídeo a la carta, de Summit Entertainment.

## Sinopsi
Kit Gordy és enviada a la misteriosa Blackwood Boarding School quan el seu comportament delinqüent es torna excessiu per a la seva escola. Quan arriba a Blackwood, Kit coneix la excèntrica directora Madame Duret i els únics estudiants de l'escola, quatre adolescents amb problemes de comportament similars (Veronica, Ashley, Sierra i Izzy). Poques vegades s'utilitza tecnologia i les noies només poden trucar per telèfon a les seves famílies amb la presència dominant de la directora. Les noies assisteixen a diverses classes creatives i intel·lectuals, que comencen a treure talents desconeguts a les noies.
Sierra és la primera a mostrar una inquietant obsessió pel seu treball, perdre el son, negar-se a menjar i entrar en estranys trànsits mentre crea obres d'art sorprenents. Ashley escriu poesies i històries precioses que la pertorben profundament. Kit i Izzy lentament comencen a experimentar els mateixos efectes secundaris dolents, dient que era com si algú més estigués utilitzant els seus cossos. Només la bel·ligerant Verònica no mostra cap progrés, cosa que molesta a Madame Duret. Durant la classe d'art, Kit s'adona que tots els quadres de Sierra estan signats "TC" i busca respostes a la biblioteca de l'escola. S'adona que Sierra recrea quadres de l'artista difunt Thomas Cole i que els altres estan produint treballs d'autèntics morts.
Kit convenç a Veronica per buscar les zones restringides de l'escola, on es troben amb antics registres d'estudiants i més informació sobre les persones que posseeixen les noies. Quan Madame Duret descobreix a Veronica sola, l'encadena en una part no utilitzada de l'escola, explicant que els estudiants no són només embarcacions per als morts, sinó donants, sense haver-se sacrificat per ser utilitzats per continuar la carrera de ments famoses, que ella és capaç de comunicar-se i canalitzar-se cap al cos de les noies. Kit truca a la policia i s'enfronta a la directora en tot. A hores d'ara, Sierra ja ha mort per un excés de treball i Ashley salta a la mort per deixar que la possessió s'apoderi del tot.
Mentre lluita per alliberar Veronica, Kit tomba unes espelmes i el foc s'estén ràpidament per tot l'edifici vell. Izzy sucumbeix a la bellesa de les flames, deixant només Kit i Veronica per fugir. Madame Duret és finalment posseïda pels seus antics alumnes i consumida pel foc. Kit desapareix i coneix el seu pare mort, que la convenç perquè es quedi i visqui. Es desperta a la part posterior d'una ambulància amb la seva mare i el seu padrastre.

## Repartiment
- AnnaSophia Robb - Catherine "Kit"
  - Julia Stressen-Reuter - Jove Kit
- Uma Thurman - Madame Duret
- Victoria Moroles - Veronica[2]
- Noah Silver - Jules Duret
- Isabelle Fuhrman - Izzy
- Taylor Russell - Ashley
- Rosie Day - Sierra
- Rebecca Front - Miss Olonsky
- Jodhi May - Heather Sinclair
- Pip Torrens - Professor Farley
- Kirsty Mitchell - Ginny
- Jim Sturgeon - Dave
- David Elliot - Robert Gordon
- Brian Bovell - Dr. MacMillan
- Ramiro Blas - Home desfigurat
- Josep Linuesa - Wilhelm Kestler

## Producció
Stephenie Meyer va comprar els drets de la novel·la de Louis Duncan en 2013. Al juliol de 2014, Lionsgate va comprar la pel·lícula. Aquest mateix dia es va anunciar que Rodrigo Cortés seria el director, i el guionista Chris Sparling es va posar a treballar sobre un esborrany previ de Michael Goldbach. A principis d'octubre de 2016 es va anunciar que la protagonista seria AnnaSophia Robb, i tres dies més tard Taylor Russell es va unir al repartiment. Victoria Moroles es va unir a l'elenc com Verónica el 24 d'octubre.

### Rodatge
La fotografia principal va començar a l'octubre de 2016 en Barcelona. Després de deu setmanes en Barcelona i dues setmanes en Gran Canària, el rodatge va acabar al desembre de 2016.

### Música
El compositor Víctor Reyes és l'autor de la música de la pel·lícula, gravada en el Abbey Road Studio 1 per l'Orquestra de Cambra de Londres.

## Recepció
Down a Dark Hall ha rebut ressenyes mixtes de part de la crítica i de l'audiència. A Rotten Tomatoes, la pel·lícula posseeix una aprovació de 52%, basada en 25 ressenyes, amb una qualificació de 5.6/10, mentre que de part de l'audiència té una aprovació de 27%, basada en 188 vots, amb una qualificació de 2.7/5
Metacritic li ha fet a la pel·lícula una puntuació de 56 de 100, basada en 9 ressenyes, indicant "ressenyes mixtes". Al lloc IMDb els usuaris li han donat una qualificació de 5.1/10, sobre la base de 4299 vots. A la pàgina FilmAffinity té una qualificació de 4.6/10, basada en 2953 vots.